# Athelia salicum
Athelia salicum är en svampart som beskrevs av Pers. 1822. Athelia salicum ingår i släktet Athelia och familjen Atheliaceae.   Inga underarter finns listade i Catalogue of Life.

## Källor

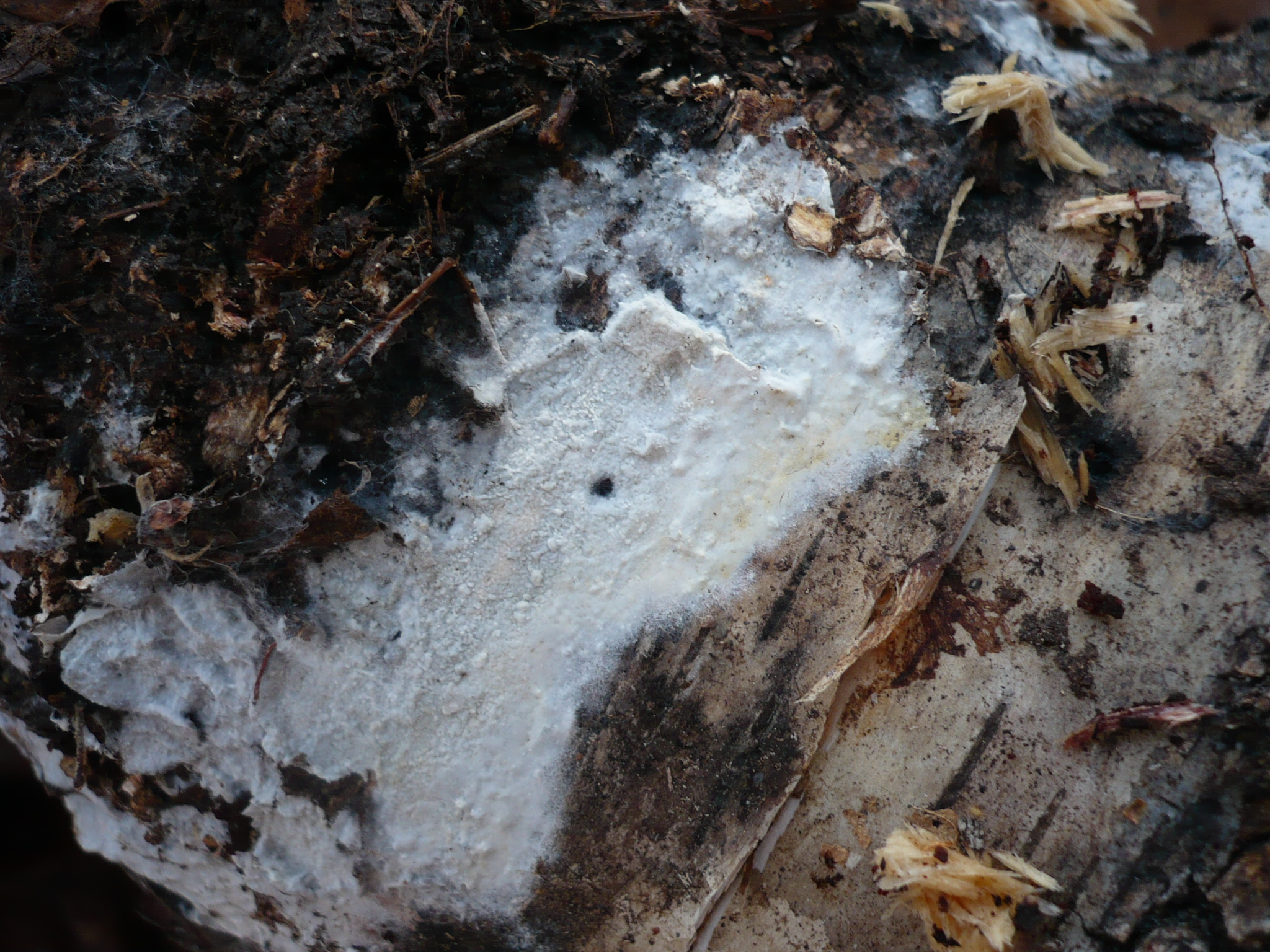
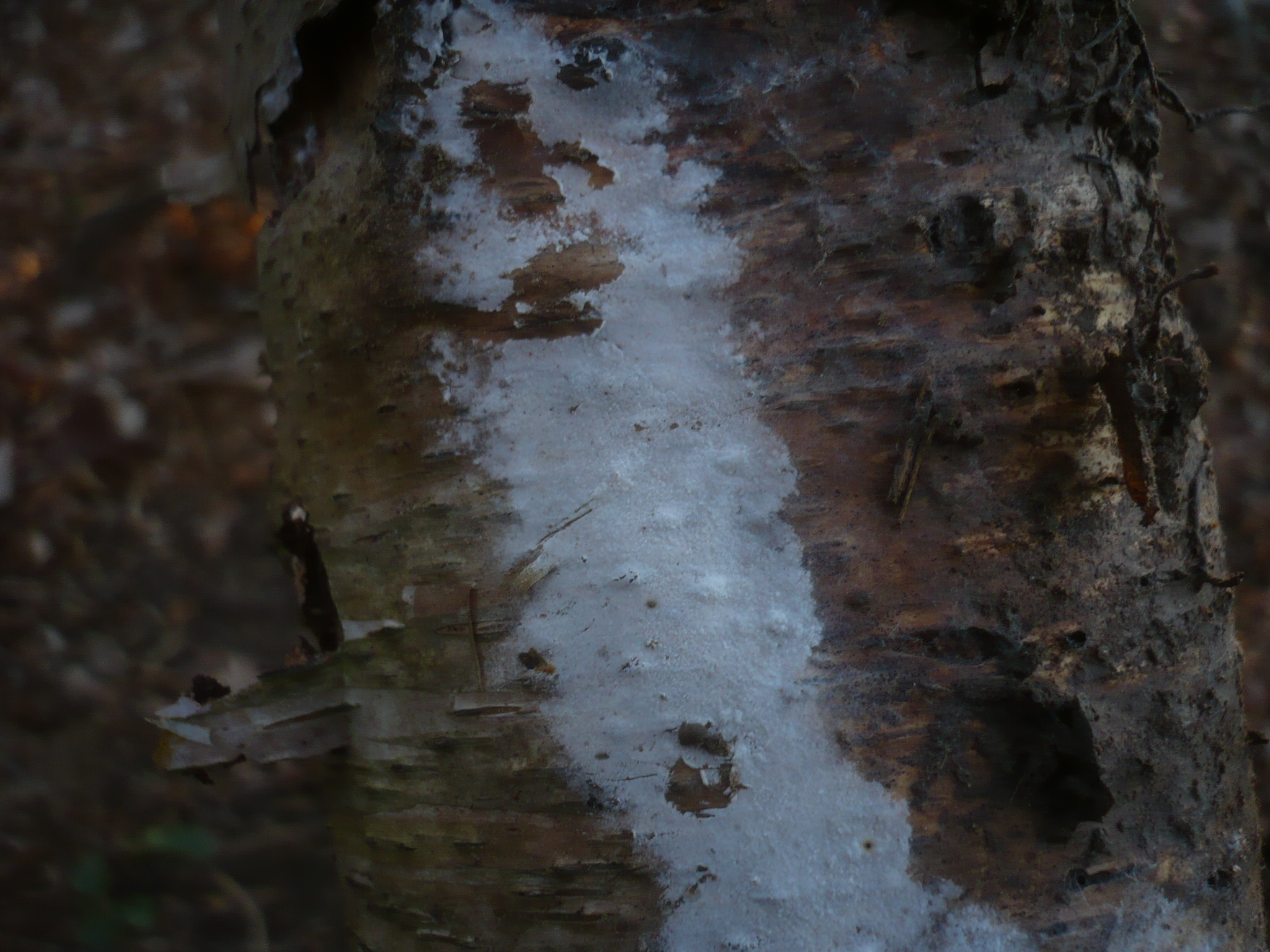